# Agostiniane recollette
Le agostiniane recollette sono religiose di voti solenni.

## Storia

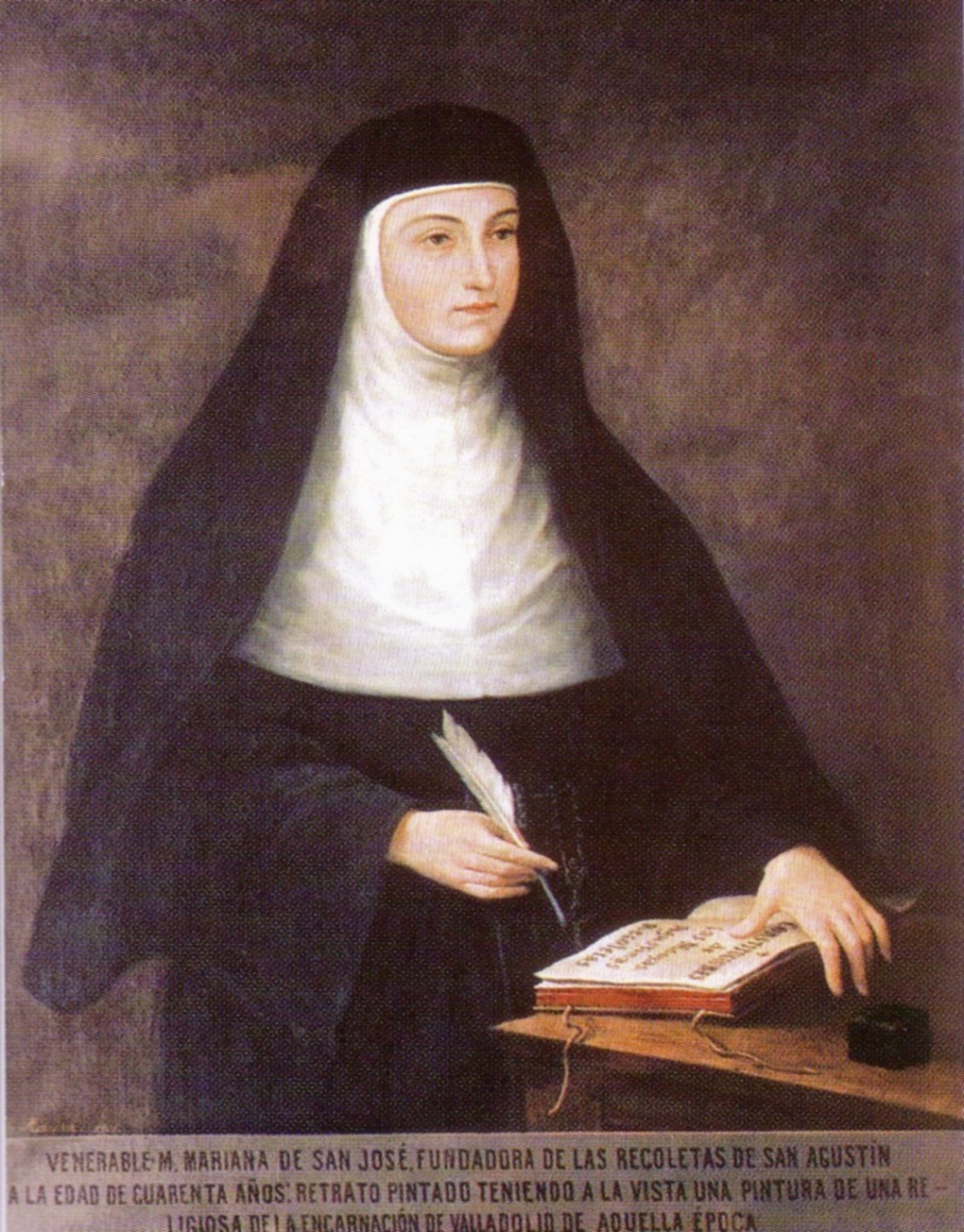
Marianna di San Giuseppe

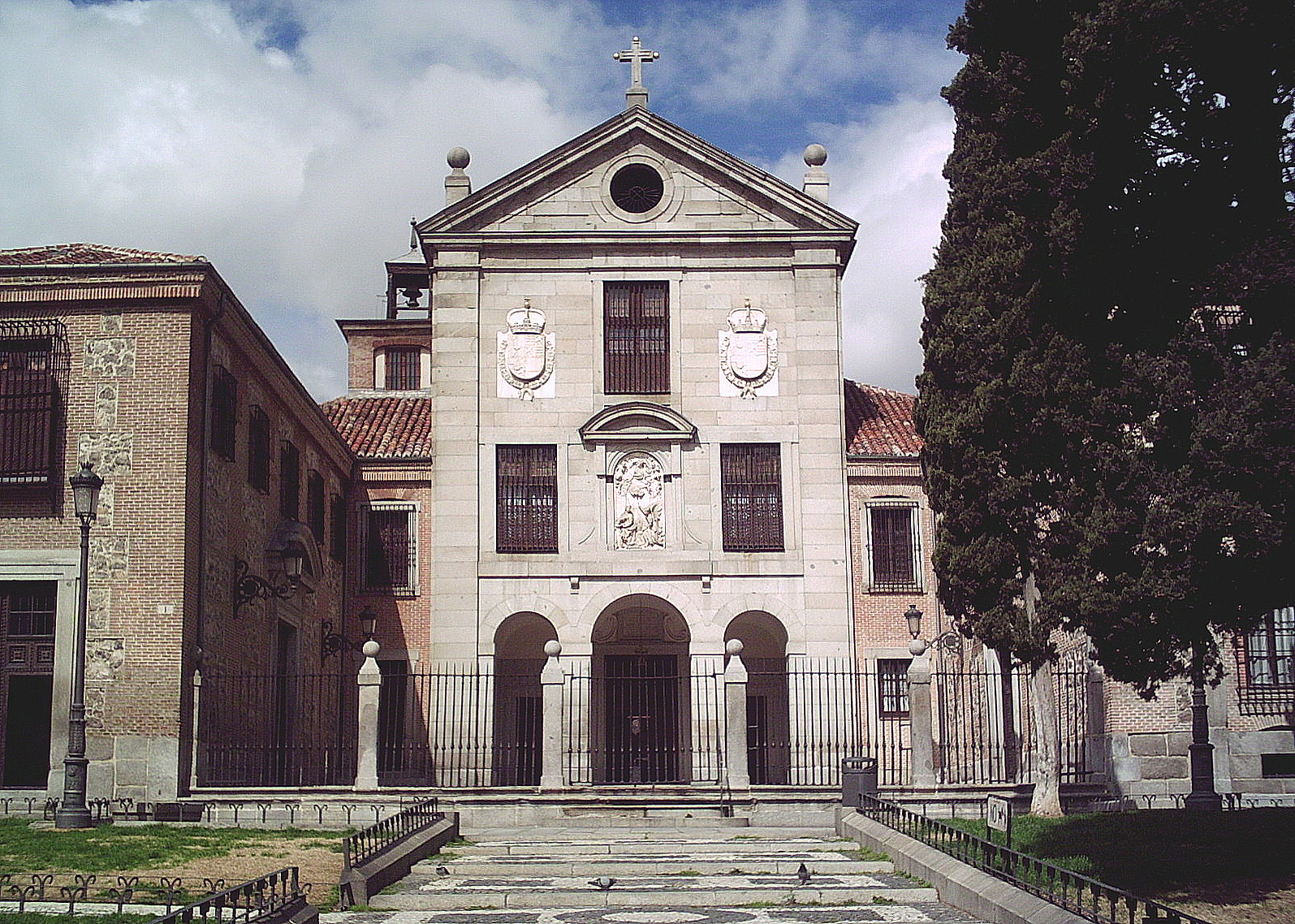
Il Real Monasterio de la Encarnación a Madrid

Questa famiglia di monasteri riformati di religiose agostiniane trae origine da tre distinti gruppi di case: il primo gruppo fu iniziato nel 1589 da Alfonso de Orozco nel monastero di Santa Isabel a Madrid; il secondo (il più numeroso) fa capo al monastero di Eibar, fondato nel 1603 da Agostino Antolínez e Marianna di San Giuseppe (appartiene al gruppo anche il monastero madrileno dell'Encarnación); il terzo gruppo è costituito dalle comunità messicane ed ebbe inizio nel monastero fondato nel 1688 a Puebla de los Ángeles dal vescovo Manuel Fernández de Santa Cruz, viceré della Nuova Spagna.
Alcuni autori collegano la nascita delle agostiniane recollette con il movimento spirituale che, nella provincia agostiniana di Castiglia, aveva dato origine alla recollezione maschile. Per altri agli inizi il movimento di maggiore austerità promosso tra le monache non ebbe alcun legame con l'omonima famiglia maschile. I monasteri iniziati da Alfonso de Orozco e quelli iniziati da Agostino Antolínez e Marianna di San Giuseppe, infatti, non adottarono mai la Forma de vivir redatta nel 1589 per gli agostiniani recolletti, né mai i frati recolletti furono autorizzati ad accettare la direzione di comunità femminili.
A differenza dei monasteri spagnoli, sorti quasi tutti nel Settecento, che riuscirono sempre a superare le avversità dei tempi, i monasteri messicani furono dissolti sotto il governo di Benito Juárez: il monastero di Puebla de los Ángeles fu restaurato solo nel Novecento da Guadalupe Vadillo y Herrero, che riuscì a fondarne altri tre.
Nonostante gli inizi eterogenei, dal 1936 tutti i monasteri sono retti dalle medesime costituzioni, aggiornate nel 1969, e riconoscono come fondatrice Marianna di San Giuseppe.

## Attività e diffusione
Le comunità delle monache agostiniane recollette dipendono dagli ordinari locali, osservano una forma di vita puramente contemplativa e sono soggetti alla clausura papale.
I monasteri sono presenti in Spagna, Messico, Stati Uniti d'America, e Filippine.
Alla fine del 2015, le agostiniane recollette erano 371 e i loro monasteri 36.